# 柏の葉キャンパス駅

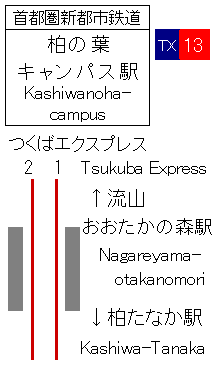
配線図

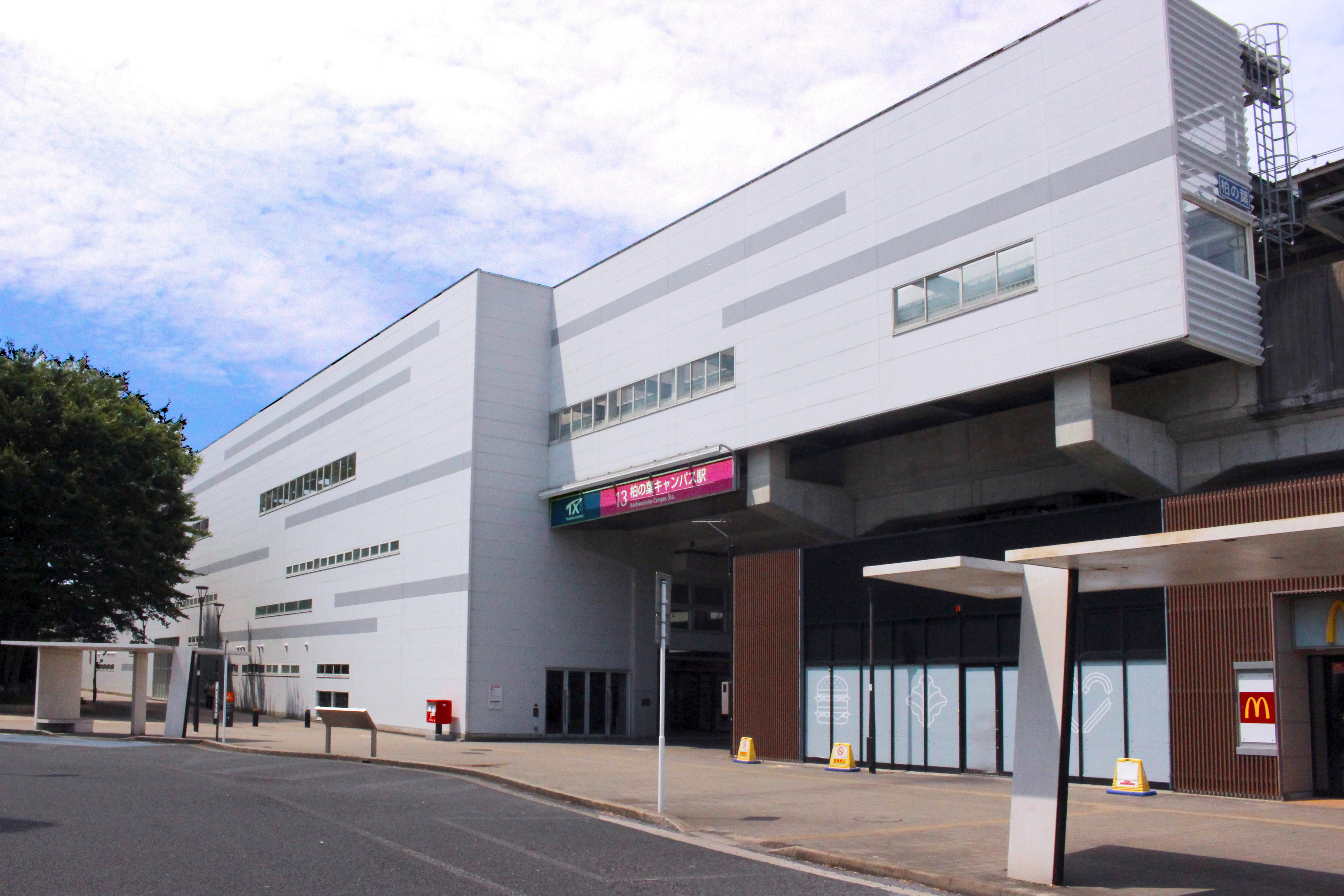
東口（2024年8月）

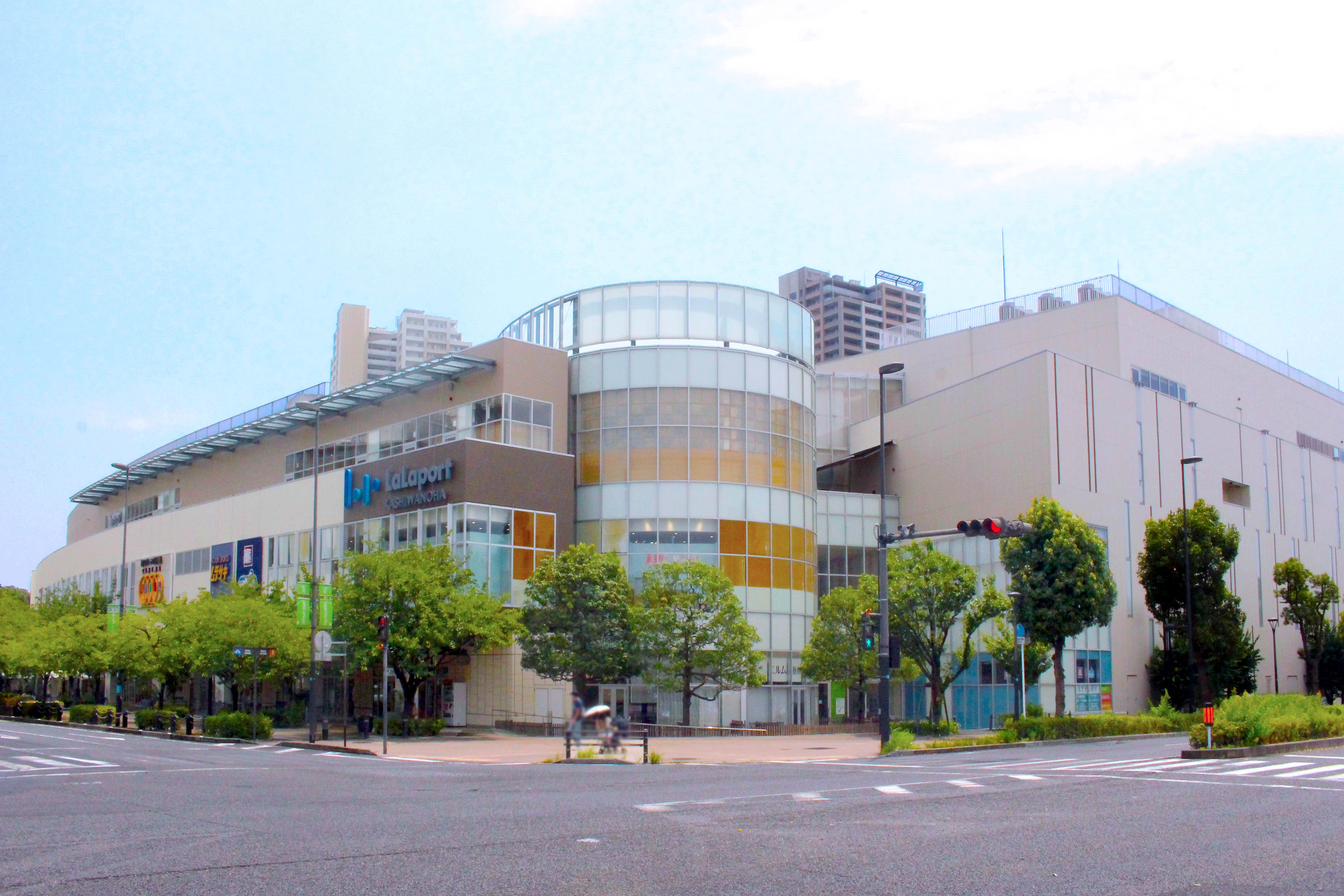
ららぽーと柏の葉（西口直結）

柏の葉キャンパス駅（かしわのはキャンパスえき）は、千葉県柏市若柴にある、首都圏新都市鉄道つくばエクスプレスの駅である。駅番号はTX13。

## 概要

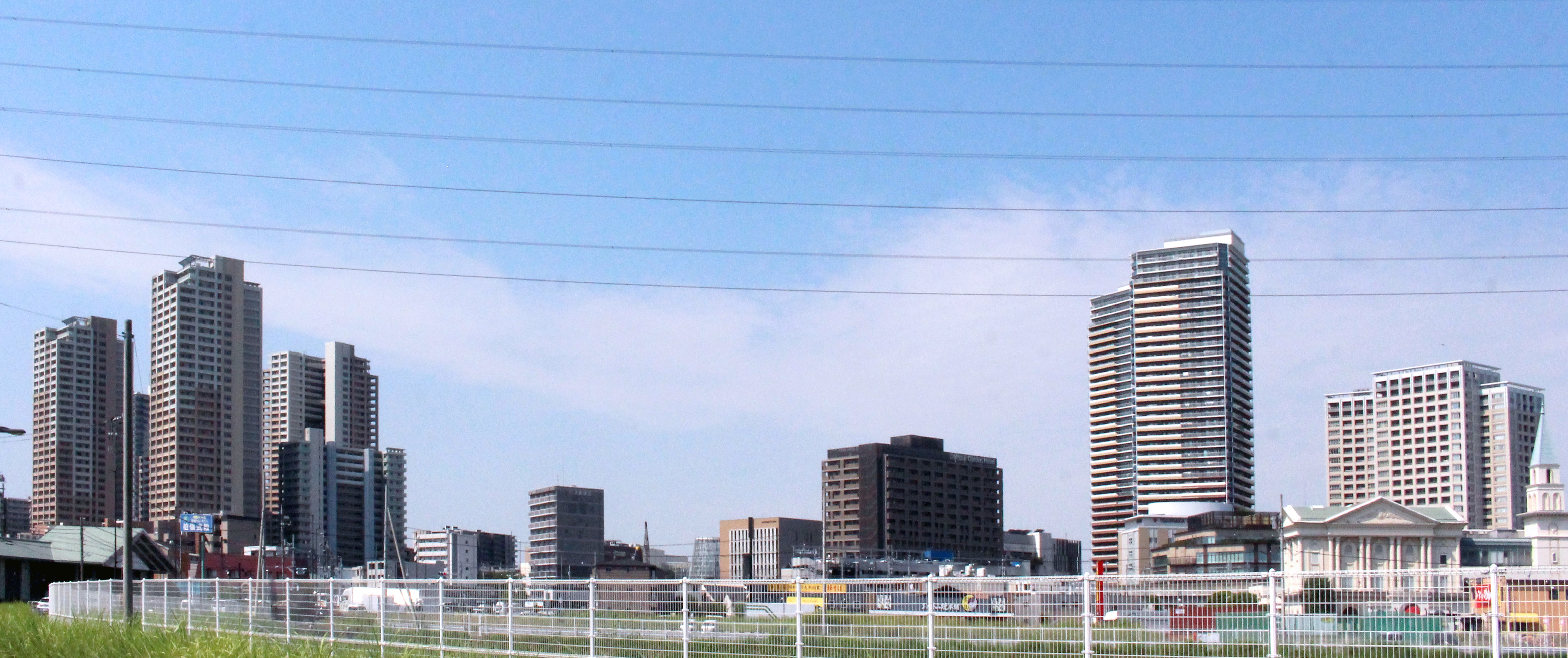
駅周辺の超高層マンション群

駅周辺には東京大学柏地区キャンパス、千葉大学柏の葉キャンパス、産業技術総合研究所柏センターなどの研究機関や産学連携に期待するベンチャー企業などが集積して、スマートシティを構築しつつある。このように、駅を中心とした広大な地域で公共・民間・大学が連携して「国際学術都市」「次世代環境都市」を目指した「柏の葉国際キャンパスタウン構想」が進行している。

## 歴史
駅周辺はかつて陸軍柏飛行場や三井不動産系ゴルフ場などがあり、2000年から柏市の都市計画に基づく区画整理事業が始まった。2005年8月24日、つくばエクスプレス開通とともに当駅が開業。

### 年表
- 2003年（平成15年）
  - 7月23日：駅の建設工事を開始[5]。
  - 10月8日：駅名が「柏の葉キャンパス駅」に決定する[6]。
- 2005年（平成17年）8月24日：開業[1]。
- 2007年（平成19年）3月18日：ICカード「PASMO」の利用が可能となる[7]。
- 2012年（平成24年）10月15日：通勤快速の運行が開始され、停車駅となる[8]。

### 駅名の由来
柏の葉公園と東京大学柏地区キャンパスがあることから、「柏の葉キャンパス」とした。計画中の仮称は「柏北部中央」であった。

## 駅構造
相対式ホーム2面2線を有する高架駅。
鉄道の軌道を支える土木構造と屋根や外装を支える建築構造とを独立させたハイブリッド構造となっている。これにより建築構造は軽く、すっきりとしたものとなった。大規模な公園に面した西側は波のある風を、住宅街に面した東側は穏やかな風をイメージしている。駅や都市空間デザインで有名な建築デザイナー渡辺誠による設計である。

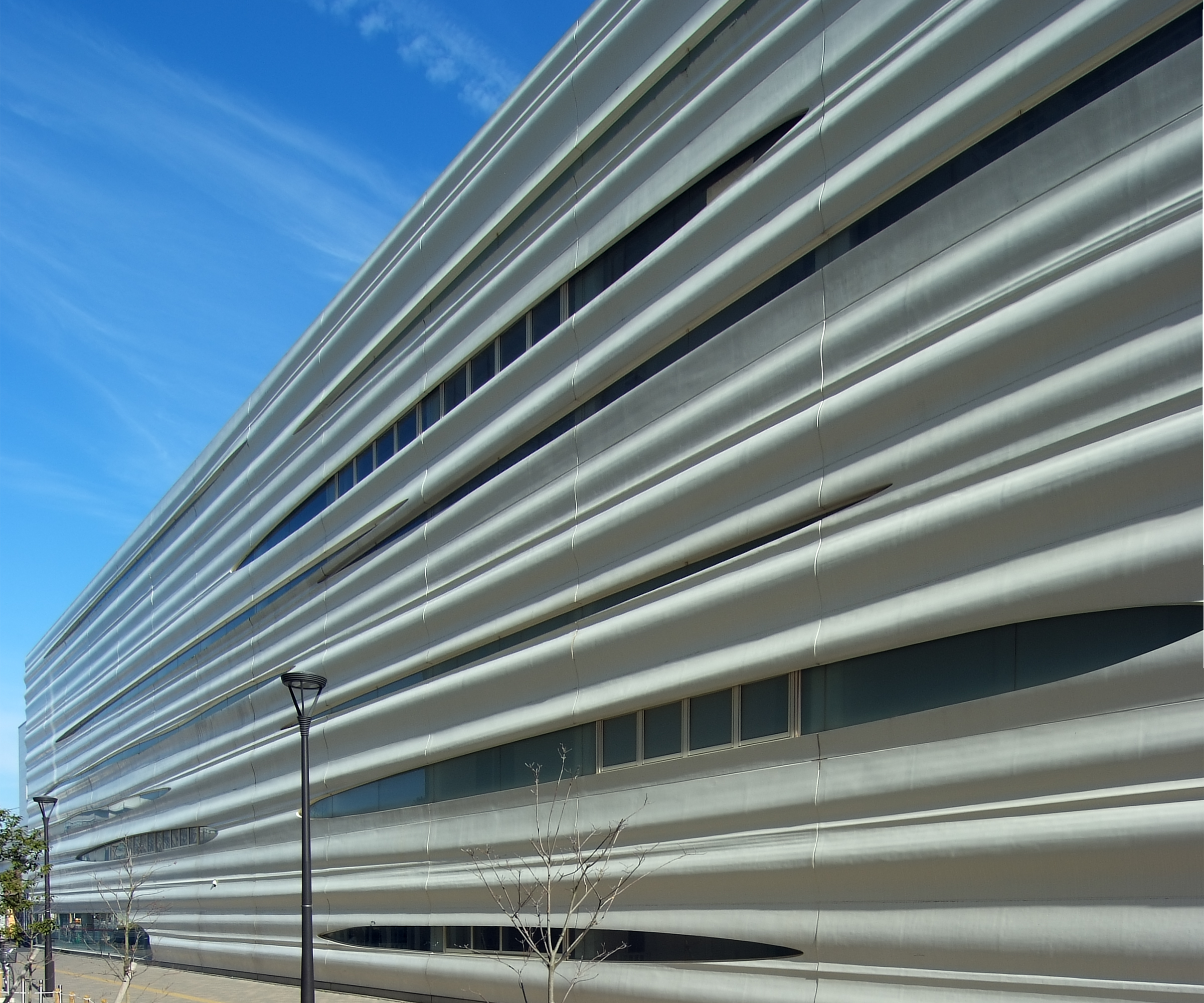
西口側の駅舎立面意匠（2008年1月）

### のりば
| 番線 | 路線               | 方向 | 行先       |
| ---- | ------------------ | ---- | ---------- |
| 1    | つくばエクスプレス | 下り | つくば方面 |
| 2    | つくばエクスプレス | 上り | 秋葉原方面 |

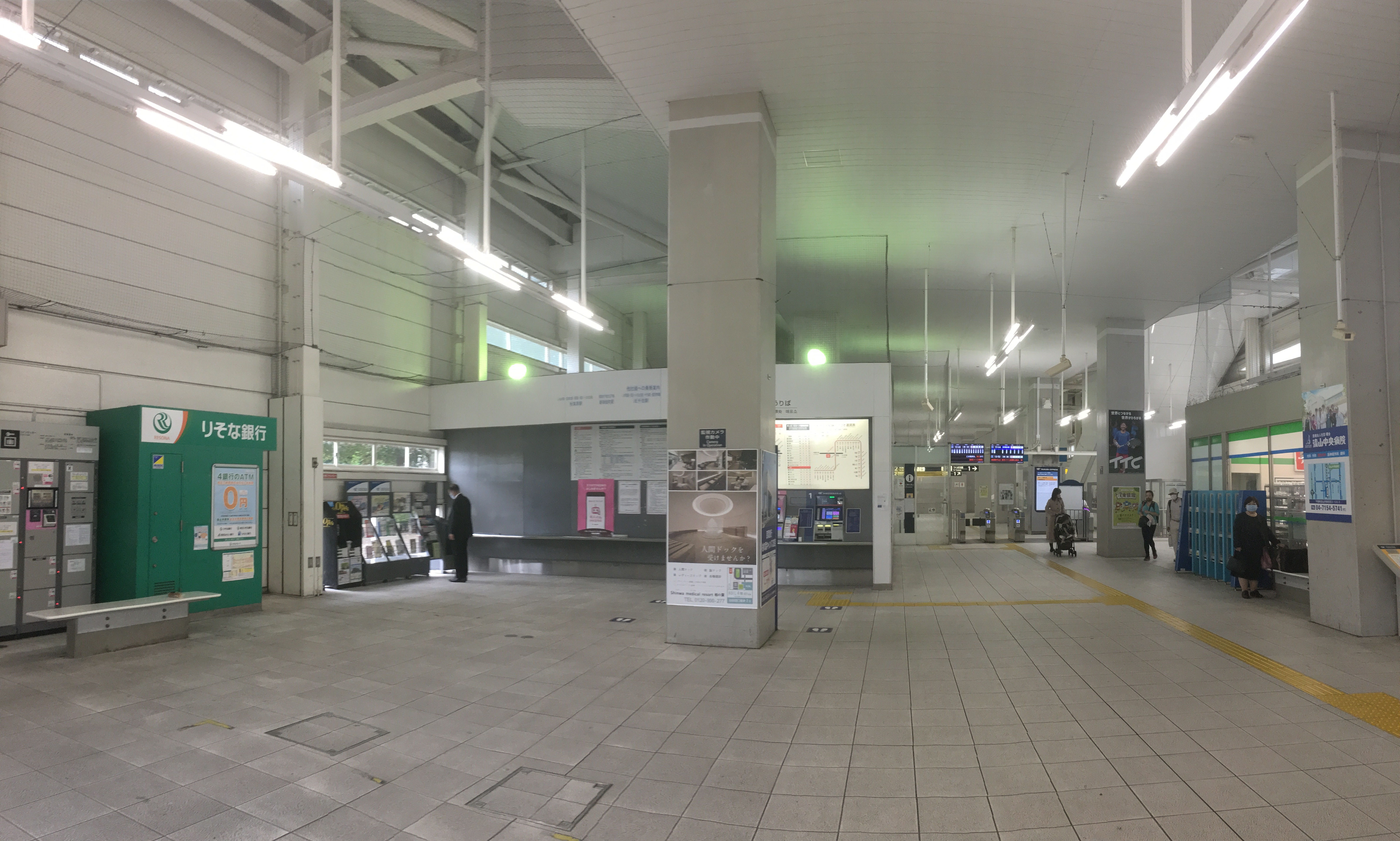
改札外コンコース（2020年9月）
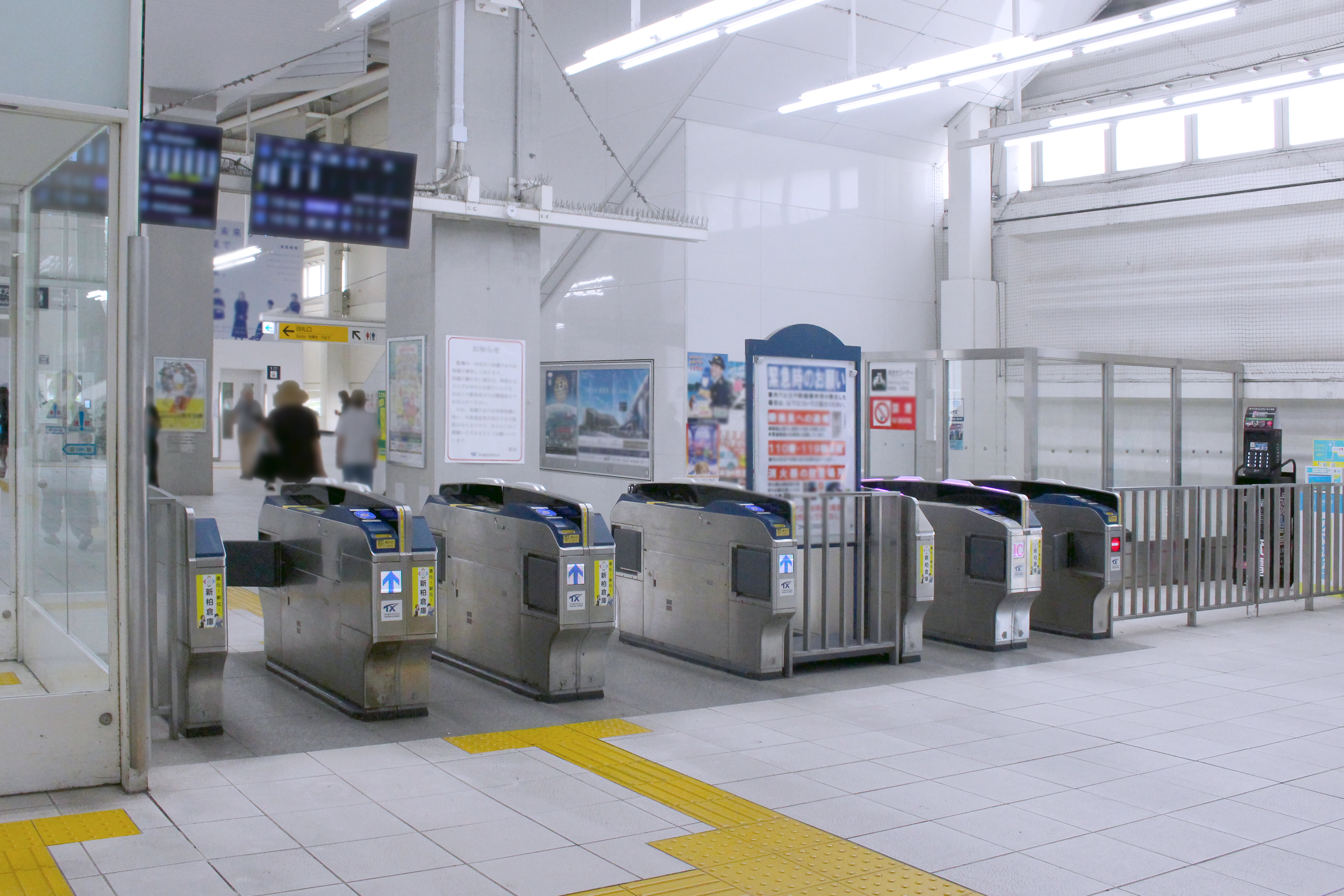
改札口（2024年8月）
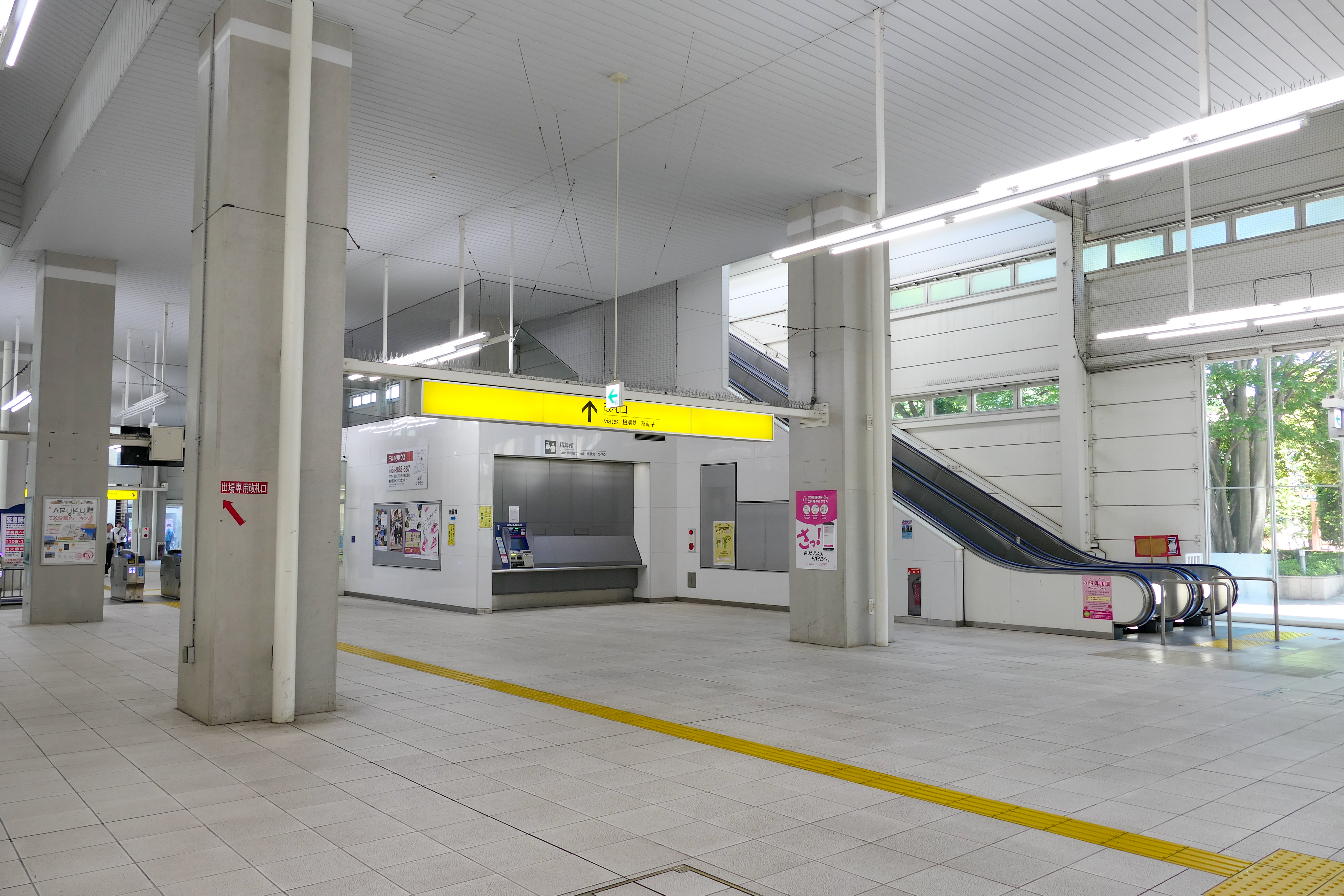
改札内コンコース（2023年7月）
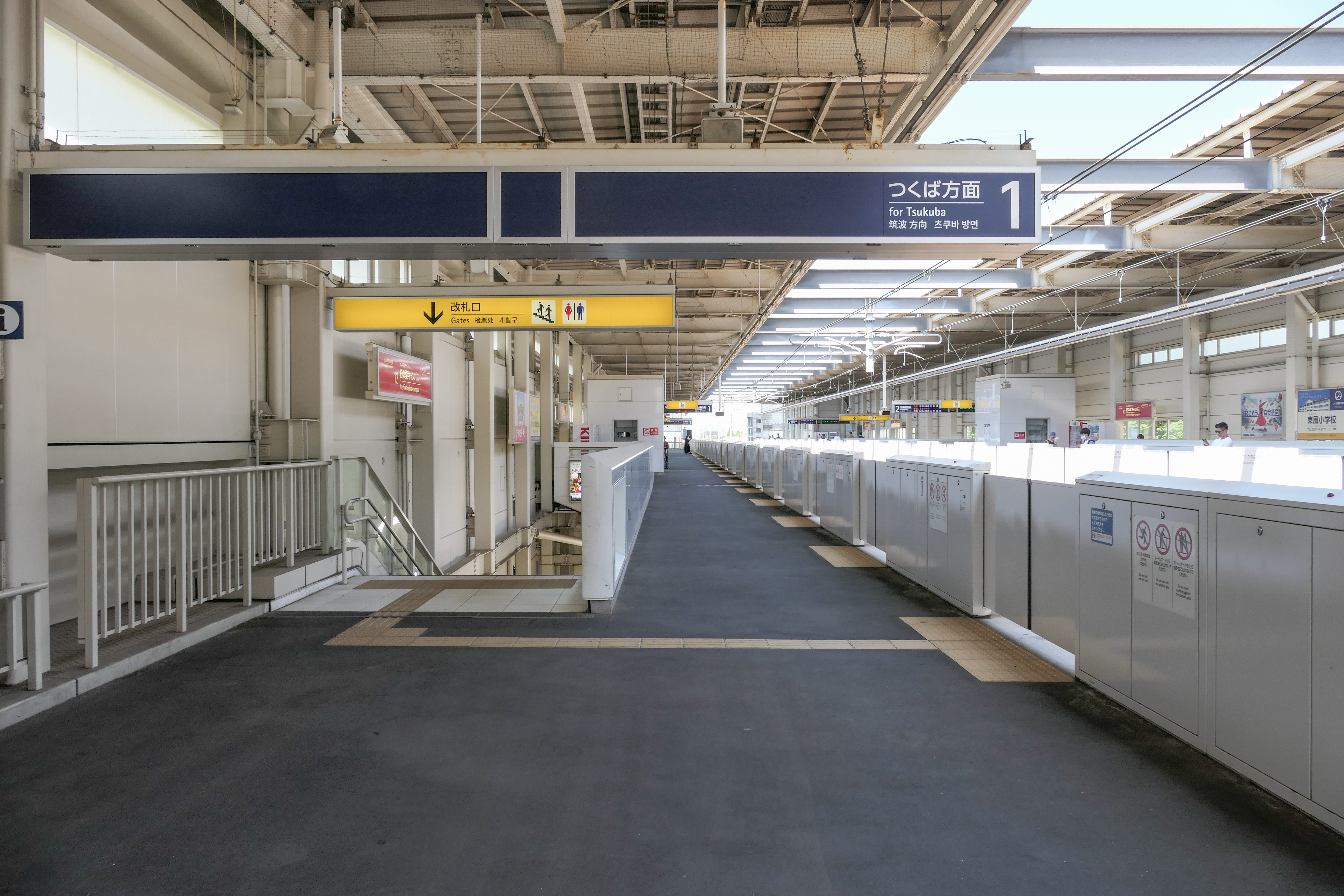
1番線ホーム（2023年7月）
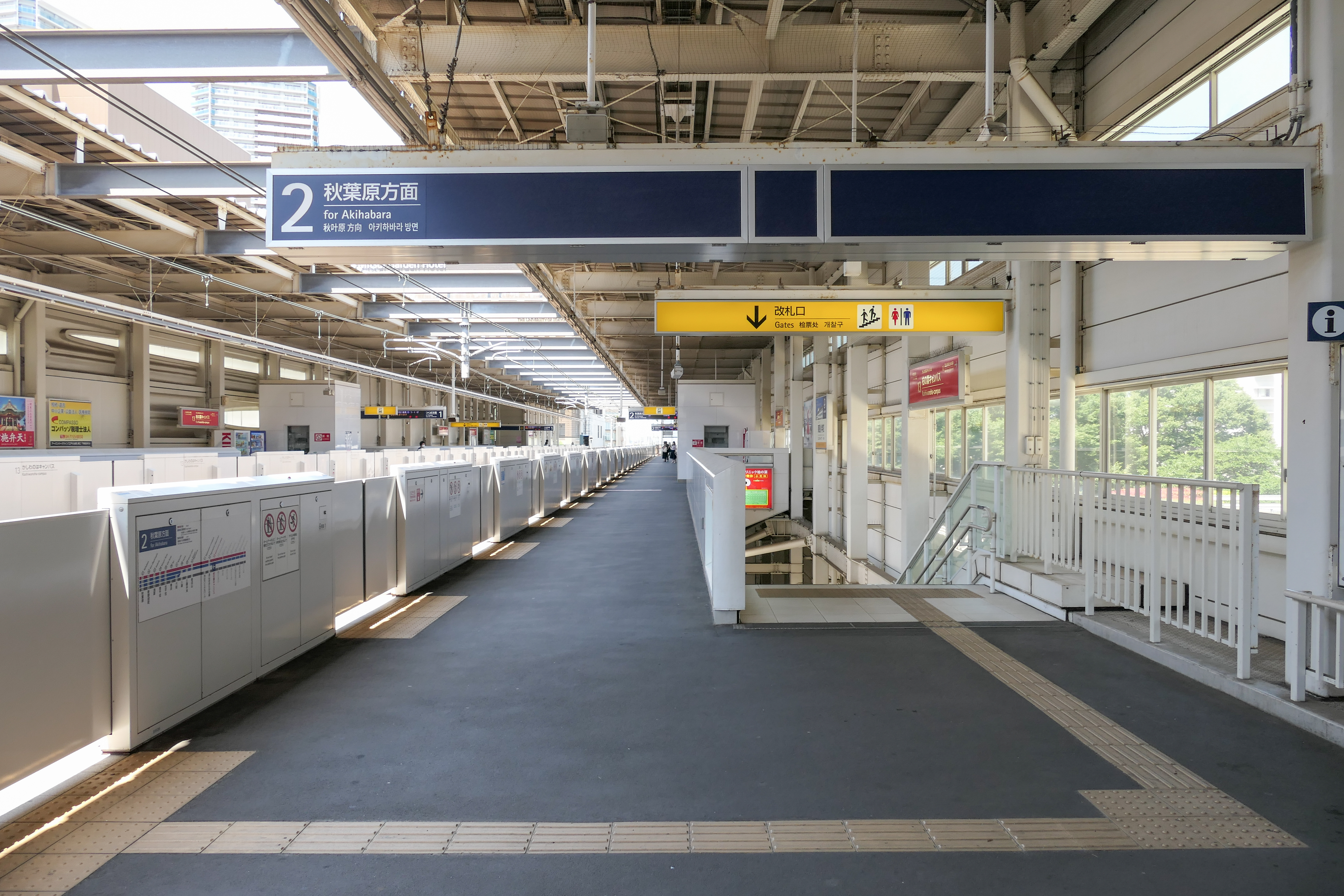
2番線ホーム（2023年7月）

### 駅高架下商業施設 （TXアベニュー柏の葉・柏の葉かけだし横丁）
駅の高架下には商業・飲食施設として「TXアベニュー柏の葉」とその北側の「柏の葉かけだし横丁」、駐輪場が作られている。
- TXアベニュー柏の葉
  - 柏の葉キャンパス郵便局

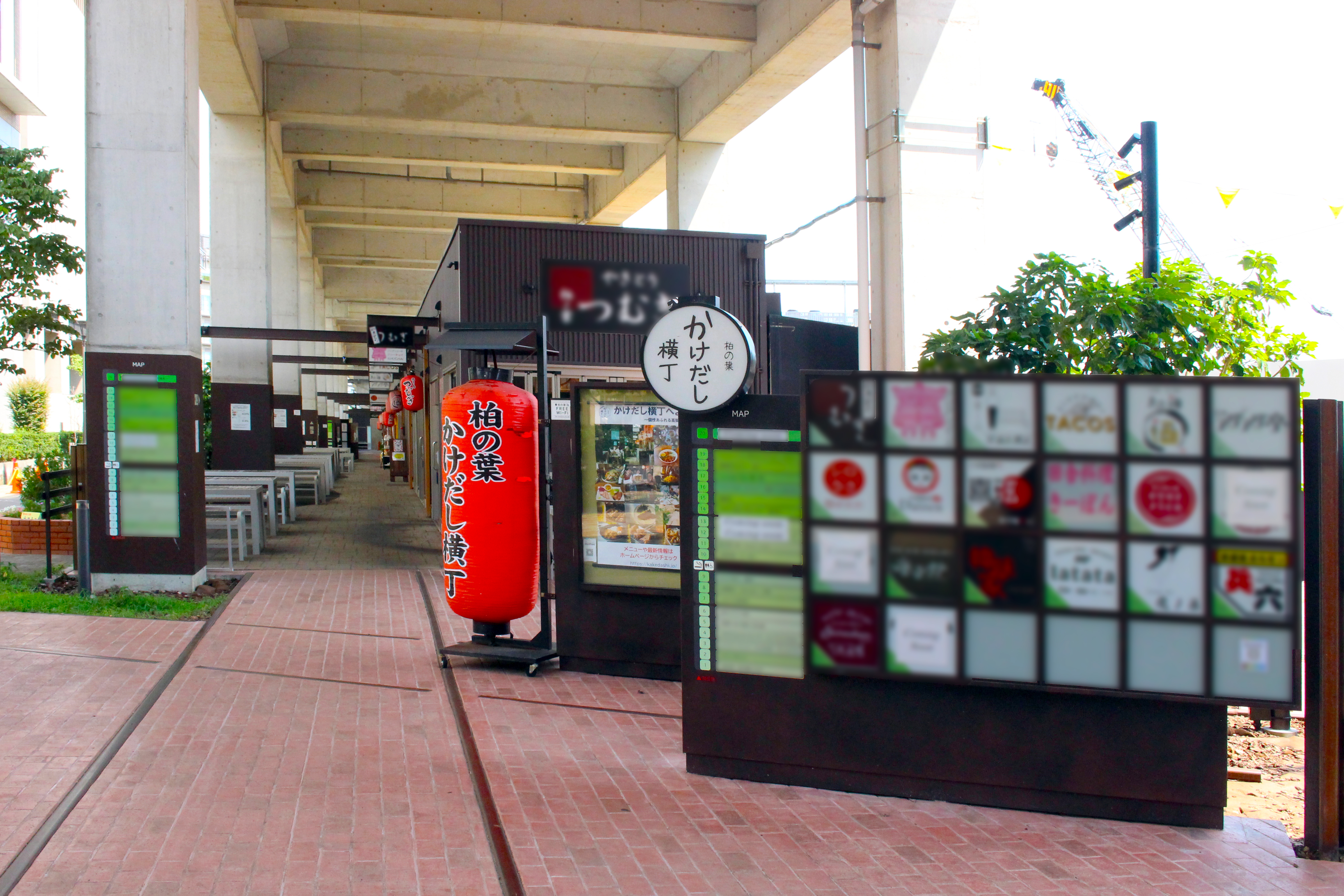
柏の葉かけだし横丁

## 利用状況
2024年度の1日平均乗車人員は19,821人である。つくばエクスプレス線の快速通過駅としては乗車人員が最も多い。また、つくばエクスプレス線の単独駅としても八潮駅に次ぐ乗車人員数となる。
開業以来の1日平均乗車人員推移は下記の通り。
| 年度               | 1日平均 乗車人員 | 出典     |
| ------------------ | ---------------- | -------- |
| 2005年（平成17年） | 3,916            | [ * 1 ]  |
| 2006年（平成18年） | 6,795            | [ * 2 ]  |
| 2007年（平成19年） | 9,106            | [ * 3 ]  |
| 2008年（平成20年） | 10,136           | [ * 4 ]  |
| 2009年（平成21年） | 11,010           | [ * 5 ]  |
| 2010年（平成22年） | 11,677           | [ * 6 ]  |
| 2011年（平成23年） | 12,152           | [ * 7 ]  |
| 2012年（平成24年） | 12,744           | [ * 8 ]  |
| 2013年（平成25年） | 13,974           | [ * 9 ]  |
| 2014年（平成26年） | 14,320           | [ * 10 ] |
| 2015年（平成27年） | 14,996           | [ * 11 ] |
| 2016年（平成28年） | 15,451           | [ * 12 ] |
| 2017年（平成29年） | 16,431           | [ * 13 ] |
| 2018年（平成30年） | 17,163           | [ * 14 ] |
| 2019年（令和元年） | 18,015           | [ * 15 ] |
| 2020年（令和02年） | 13,447           |          |
| 2021年（令和03年） | 15,108           |          |
| 2022年（令和04年） | 17,241           |          |
| 2023年（令和05年） | 18,724           | [ TX 1 ] |
| 2024年（令和06年） | 19,821           | [ TX 1 ] |

## 駅周辺

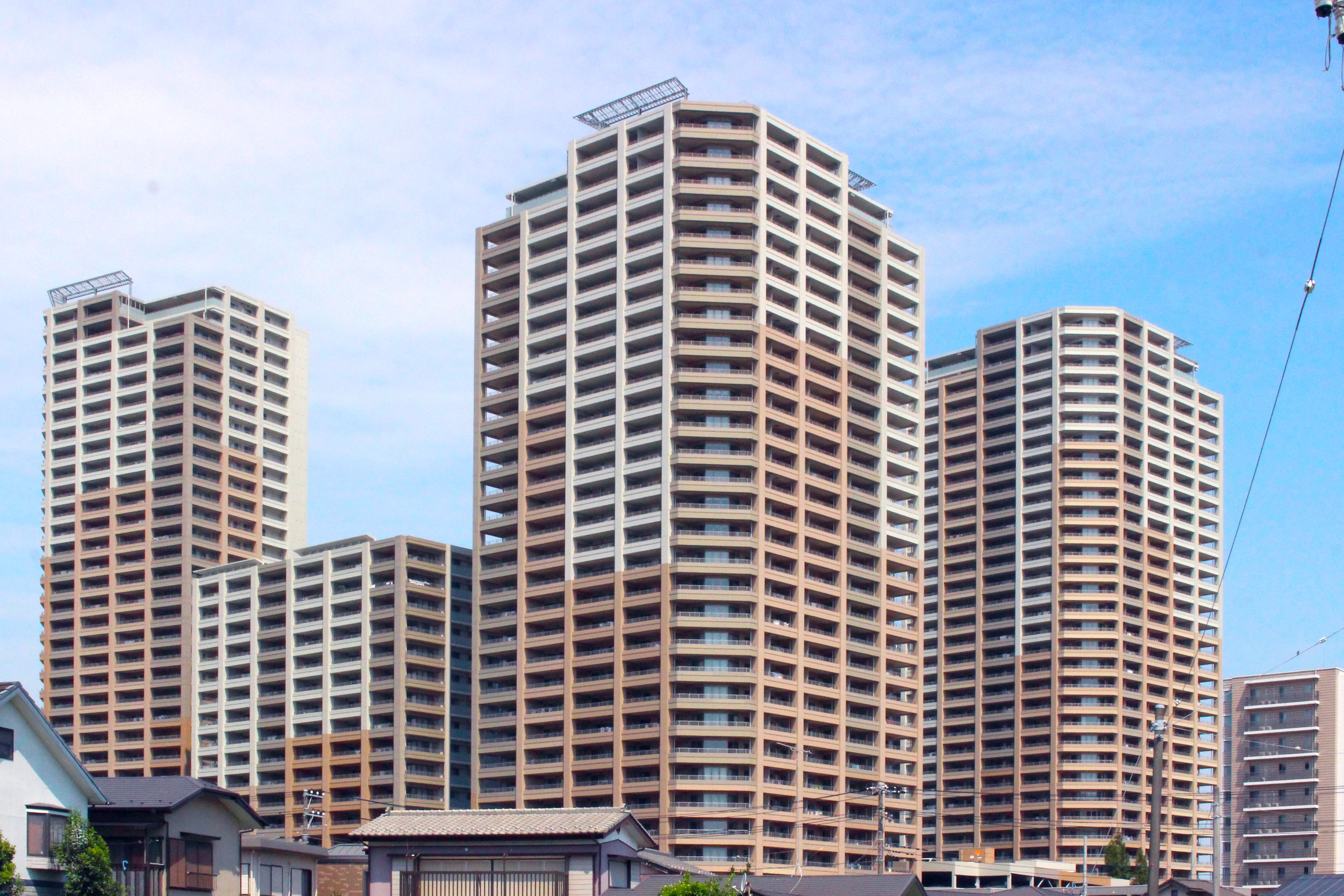
東口駅前 パークシティ柏の葉キャンパス 一番街

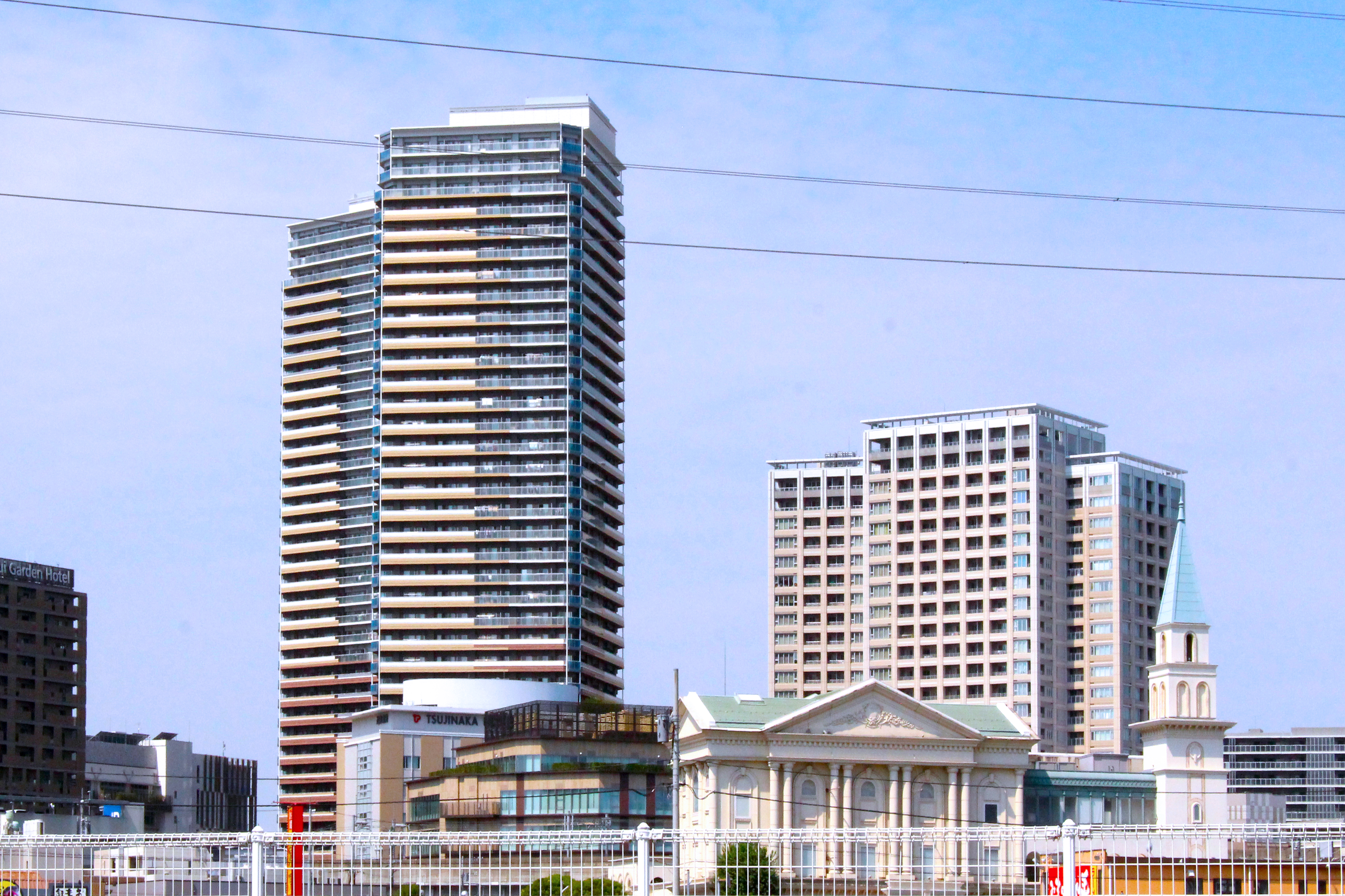
西口駅前 パークシティ柏の葉キャンパス 二番街

駅周辺には上記の研究機関のほかコワーキングスペースを含む企業オフィス、マンション、商業施設、飲食店などが集積する。駅東側には常磐自動車道（柏インターチェンジ）、北側には国道16号、南側には千葉県道47号守谷流山線、千葉県道279号豊四季停車場高田原線が走る。
当駅周辺では、柏都市計画事業柏北西部中央地区一体型特定土地区画整理事業に基づき、千葉県、三井不動産を中心に整備が行われている。また、西に隣接する地域（柏の葉一丁目 - 六丁目）は1990年（平成2年）に柏都市計画事業柏通信所跡土地区画整理事業として整備が完了している。

### 西口

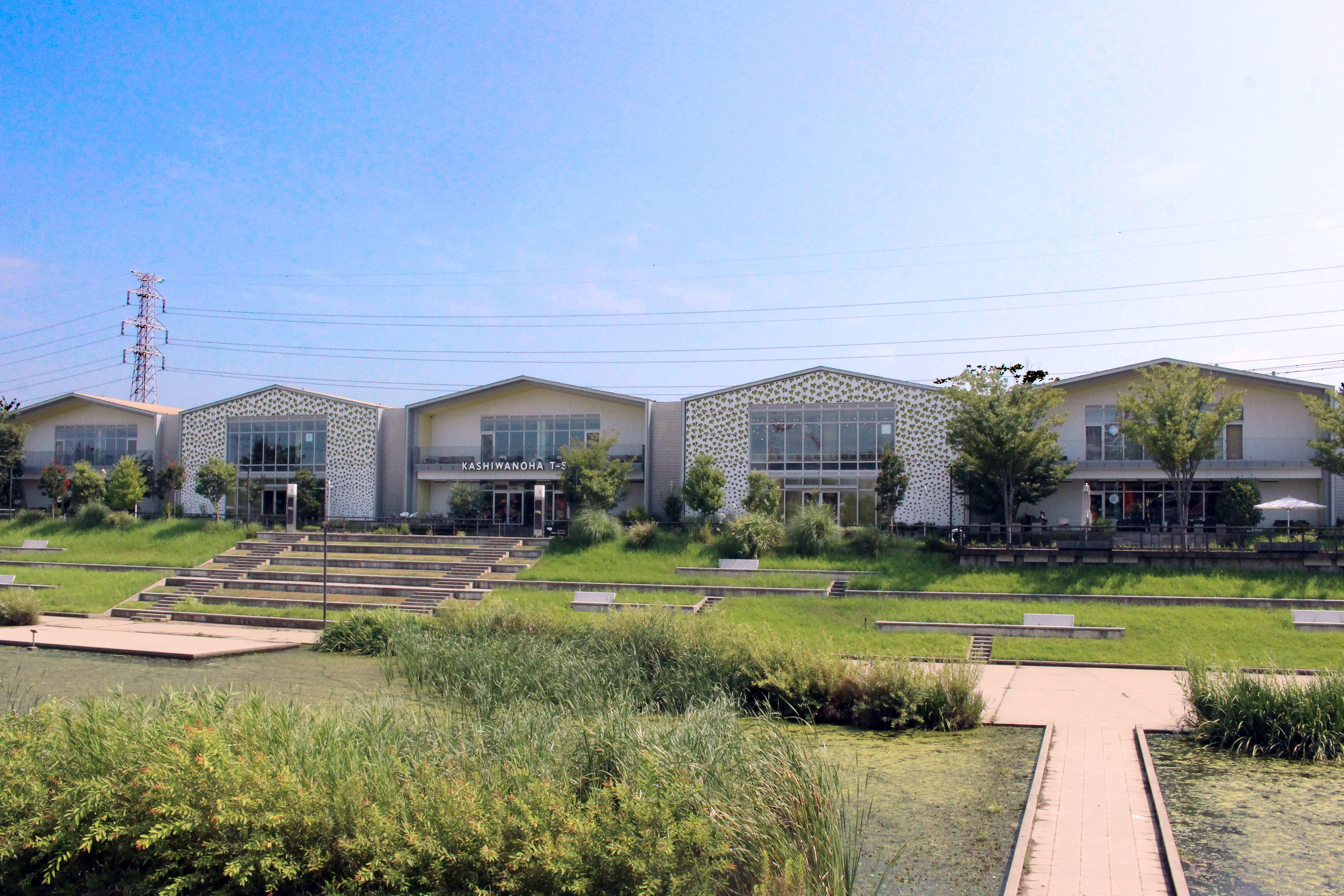
柏の葉T-SITE

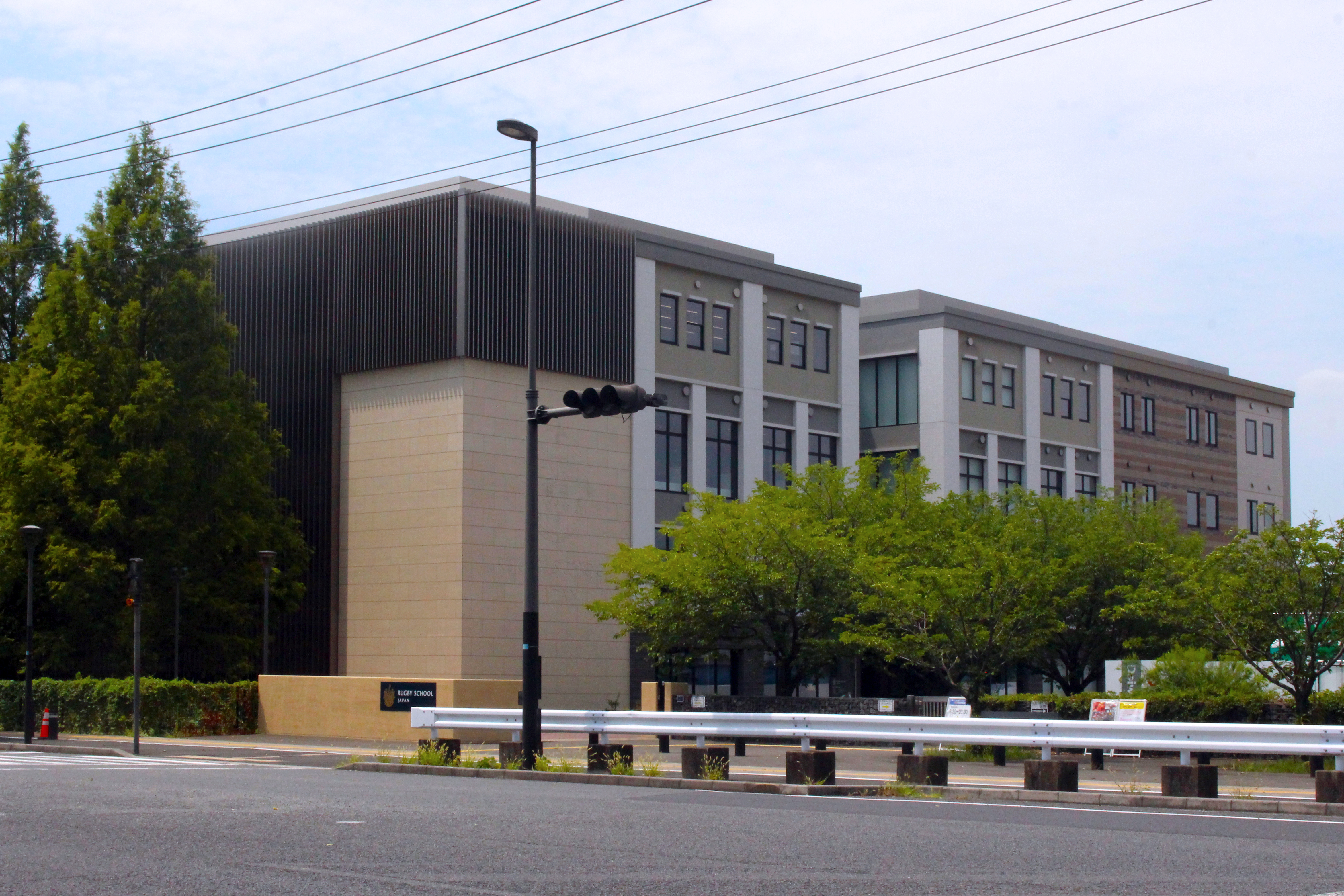
ラグビースクール ジャパン（Rugby School Japan）

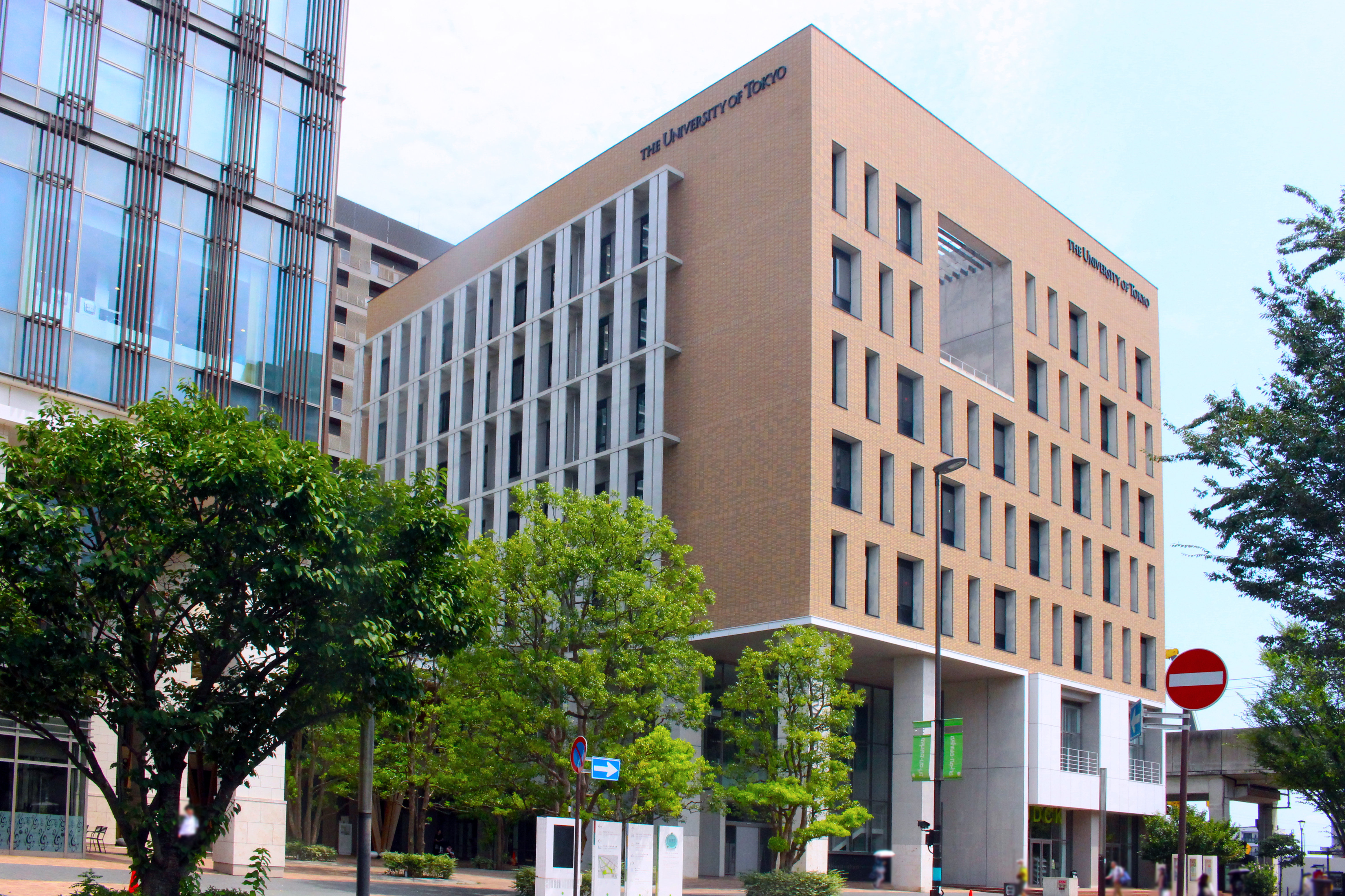
東京大学 柏の葉駅前キャンパス

駅に隣接してららぽーと柏の葉が立地する。その他の駅前区画整理地（若柴）は現在開発中で、大規模高層マンション群（パークシティ柏の葉キャンパス）などが立地する。
また、隣接する1980年代から1990年代にかけて先行して整備された地域（柏の葉一丁目から六丁目）では千葉大学環境フィールド科学センターが立地し、千葉県立柏の葉公園、東京大学柏キャンパスなど、国・県の各種機関の施設が集積する郊外型研究機関団地がある。国土交通省が発表した「IT EXPRESS構想」の中で「学術・新産業拠点」として位置付けられている。
行政機関・公共施設
- 財務省 関税中央分析所
- 警察庁 科学警察研究所
- 千葉県警察 第三機動隊
- 柏市消防団 第1方面第3分団

教育機関
- 東京大学（柏IIキャンパス）

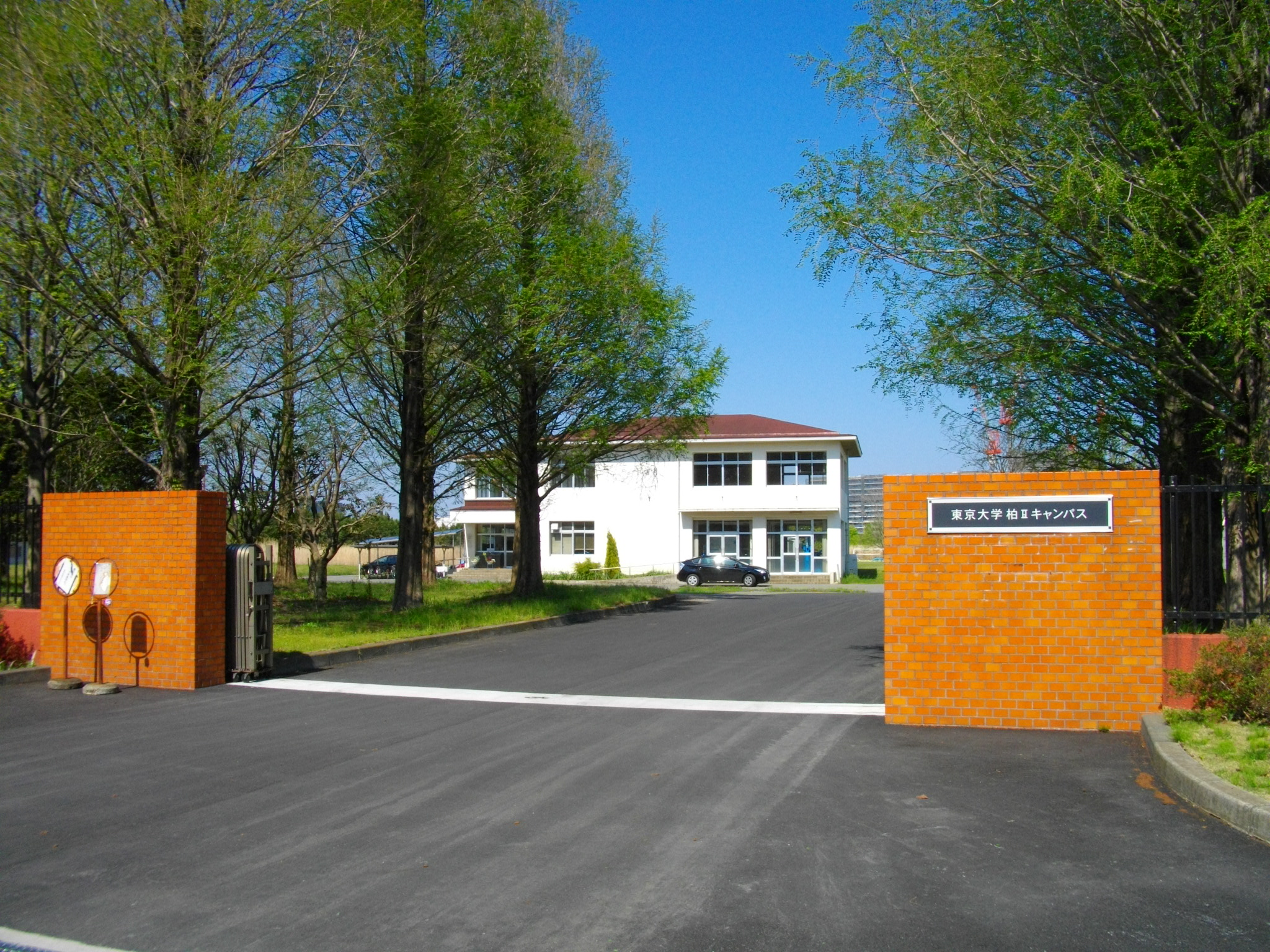
東京大学 柏IIキャンパス

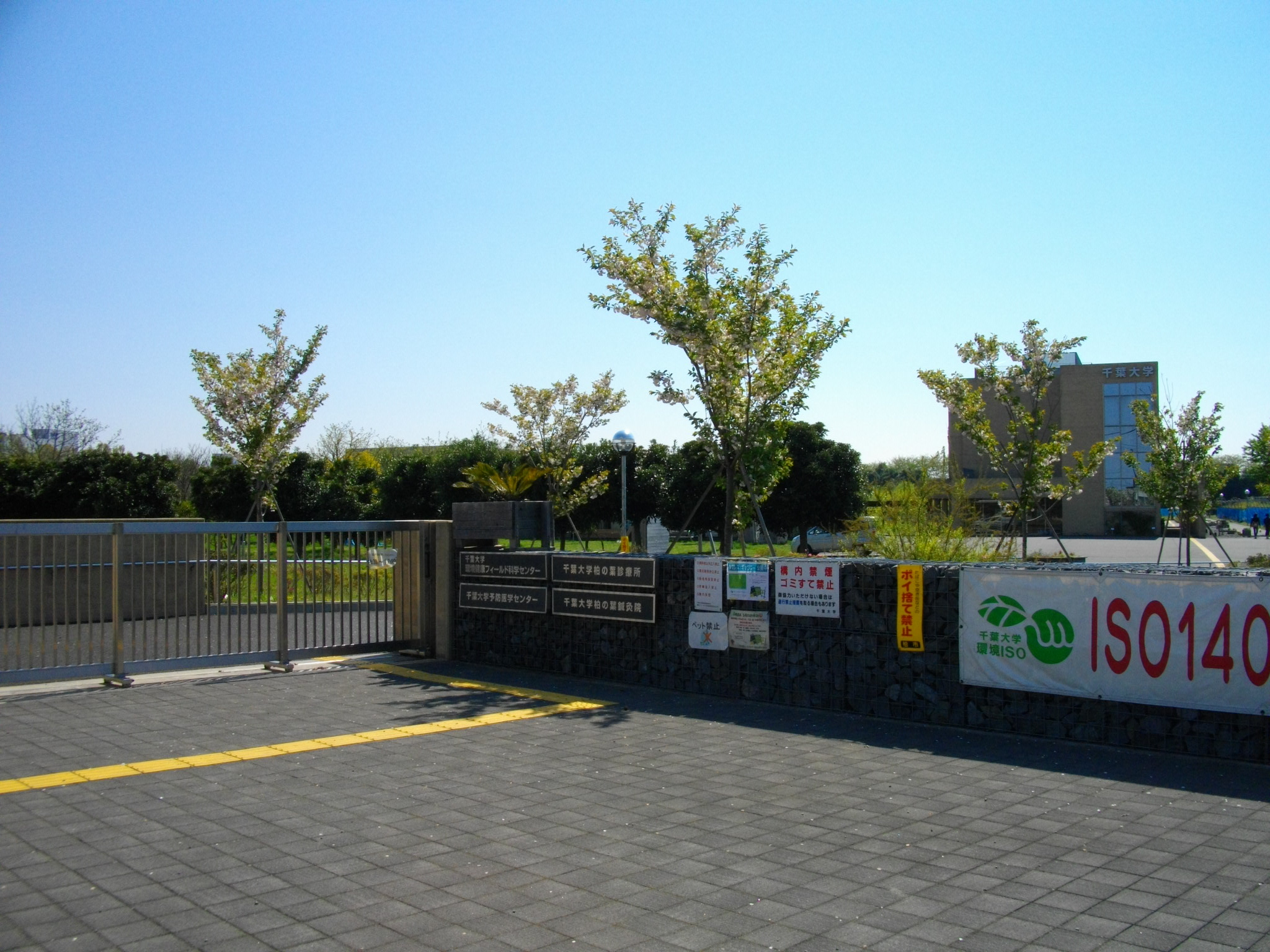
千葉大学 柏の葉キャンパス

  - 新領域創成科学研究科附属生涯スポーツ健康科学研究センター
- 東京大学（柏の葉駅前キャンパス）
  - UDCK（柏の葉アーバンデザインセンター）
- 千葉大学（柏の葉キャンパス）
  - 環境健康都市園芸フィールド科学教育研究センター
  - 予防医学センター
  - 柏の葉診療所東洋医学センター
  - 農場生産品直売所「緑楽来（みらくる）」
- 千葉県立柏の葉高等学校
- ラグビースクール ジャパン（Rugby School Japan）

医療機関
- 辻仲病院柏の葉

金融機関
- 千葉銀行 柏の葉キャンパス支店 [12]
- 京葉銀行 柏の葉キャンパス支店

商業施設・宿泊施設
- ららぽーと柏の葉[13]
  - 東急ストアららぽーと柏の葉店
    - 天丼てんや ららぽーと柏の葉東急ストア店
- 柏の葉T-SITE（蔦屋書店を中核とした生活提案型商業施設）
- 三井ガーデンホテル柏の葉
  - 柏の葉カンファレンスセンター
  - パークアクシス柏の葉
  - 柏の葉インターナショナルビレッジ（KIV）

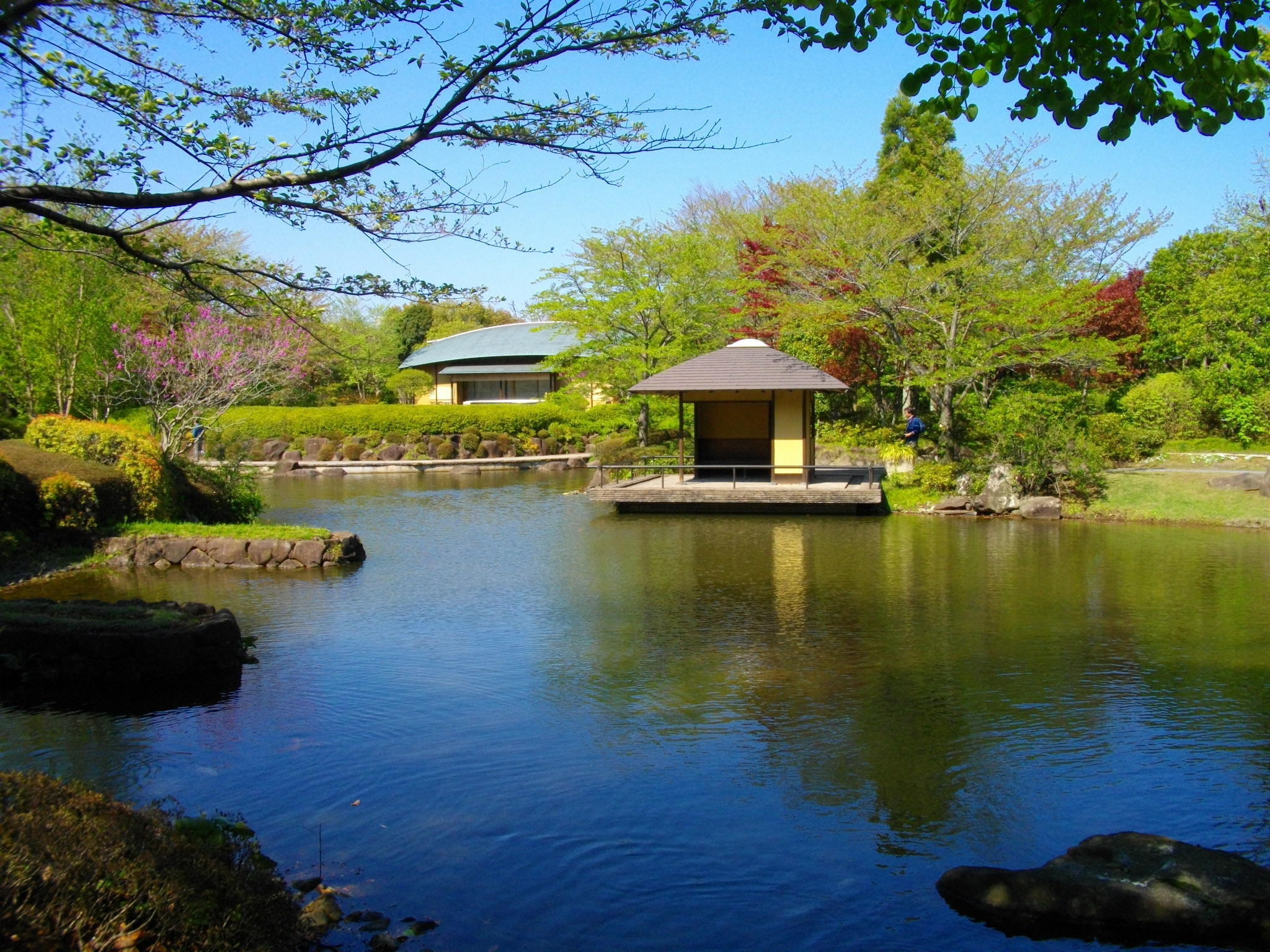
千葉県立柏の葉公園

企業
- 大日本印刷研究開発センタ－

公園
- 千葉県立柏の葉公園
- こんぶくろ池自然博物公園
- アクアテラス柏の葉（親水空間）

### 東口
駅に隣接して高層マンション群「パークシティ柏の葉キャンパス 一番街」が立地する。開発される面積は狭いものの、西口同様にマンションを中心に開発が進められている。
行政機関・公共施設
- 柏警察署 柏の葉キャンパス交番
- 柏市公設総合地方卸売市場

教育機関
- 柏市立柏の葉中学校
- 柏市立柏の葉小学校

医療機関
- 柏たなか病院デイケア

商業施設・宿泊施設
- 柏の葉KADOビル（商業施設）
- ホテルサンオーク柏の葉
- アニヴェルセル柏

## バス路線
路線バスは、西口からは柏の葉公園・江戸川台駅・羽田空港方面、東口からは北柏ライフタウンや東急柏ビレジ方面が発車する。

### 西口
| 乗場 | 系統番号     | 主要経由地                                     | 行先                   | 運行会社     |
| ---- | ------------ | ---------------------------------------------- | ---------------------- | ------------ |
| 1番  | 西柏03       | 柏の葉公園循環（国立がん研究センター・東大前） | 柏の葉キャンパス駅西口 | ■東武        |
| 1番  | 西柏04       | 国立がん研究センター・東大前・青田             | 江戸川台駅東口         | ■東武        |
| 1番  | 西柏10       | 東大前・流経大柏高校前・みどり台中央           | 江戸川台駅東口         | ■東武        |
| 2番  | 西柏02       | 柏の葉公園中央・高田車庫入口・梅林・三間       | 柏駅西口               | ■東武        |
| 2番  | 西柏05       | 柏の葉公園中央・高田車庫入口                   | 高田車庫               | ■東武        |
| 2番  | 西柏11       |                                                | SGリアルティ柏         | ■東武        |
| 2番  | 空港リムジン | 直行（圏央道経由）                             | 成田空港               | 成田空港交通 |
| 2番  | 空港リムジン | 直行                                           | 羽田空港               | 東武・京急   |

### 東口
| 乗場 | 系統番号 | 主要経由地                     | 行先             | 運行会社 |
| ---- | -------- | ------------------------------ | ---------------- | -------- |
| 1番  | 柏08     | 松葉町七丁目・北柏ライフタウン | ライフタウン循環 | ■東武    |
| 2番  | 柏09     | 若柴・庚塚・松ヶ崎             | 柏駅西口         | ■東武    |
| 3番  | 柏10     | 花野井木戸                     | 東急柏ビレジ     | ■東武    |

有楽町駅・上野駅発我孫子駅行の深夜急行バス「ミッドナイトアロー柏・我孫子号」（東武バスセントラル）も東口で降車扱い。（乗車は不可）

## その他
- パークシティ柏の葉キャンパス一番街がある東口は駅開業当時は空き地だったため、2005年（平成17年）10月まで木下大サーカスが開催されていた。

## 隣の駅
首都圏新都市鉄道
つくばエクスプレス
■快速
通過
■通勤快速（平日下りのみ運転）・■区間快速
流山おおたかの森駅 (TX12) - 柏の葉キャンパス駅 (TX13) - 守谷駅 (TX15)
■普通
流山おおたかの森駅 (TX12) - 柏の葉キャンパス駅 (TX13) - 柏たなか駅 (TX14)

#### 利用状況に関する出典
首都圏新都市鉄道の1日平均利用客数
1. 1 2 3 4  “乗車人員｜企業情報｜つくばエクスプレス”.   首都圏新都市鉄道. 2025年6月2日時点のオリジナルよりアーカイブ。2025年6月7日閲覧。

私鉄の統計データ
1. ↑  千葉県統計年鑑 - 千葉県
2. ↑  柏市統計書 - 柏市

千葉県統計年鑑
1. ↑  千葉県統計年鑑（平成18年）
2. ↑  千葉県統計年鑑（平成19年）
3. ↑  千葉県統計年鑑（平成20年）
4. ↑  千葉県統計年鑑（平成21年）
5. ↑  千葉県統計年鑑（平成22年）
6. ↑  千葉県統計年鑑（平成23年）
7. ↑  千葉県統計年鑑（平成24年）
8. ↑  千葉県統計年鑑（平成25年）
9. ↑  千葉県統計年鑑（平成26年）
10. ↑  千葉県統計年鑑（平成27年）
11. ↑  千葉県統計年鑑（平成28年）
12. ↑  千葉県統計年鑑（平成29年）
13. ↑  千葉県統計年鑑（平成30年）
14. ↑  千葉県統計年鑑（令和元年）
15. ↑  千葉県統計年鑑（令和2年）